# ST2-PT
ST2-PT (Single Transition-to-single Transition Polarization Transfer) — метод повышения чувствительности в ЯМР спектроскопии, разработанный Константином Первушиным, Герхардом Видером и Куртом Вютрихом в 1998 году. Этот метод применяется совместно с TROSY и позволяет повысить чувствительность кинетически-стабильных 15N-1H групп белков в √2 раза .